# Japán fürj
A japán fürj (Coturnix japonica)  a madarak osztályának tyúkalakúak (Galliformes) rendjébe és a fácánfélék (Phasianidae) családjába tartozó faj.

## Rendszerezés
Egyes szerzők a fürj (Coturnix coturnix) alfajának tekintik, latin neve ebben az esetben Coturnix coturnix japonica.

## Előfordulása
Kelet-ázsiai madár, mely főként Mandzsúria, Délkelet-Szibéria és Észak-Japán területén költ, telelni Indokínába és Japán déli részére vonul. Betelepítették Észak-Amerikába. Mint európai rokona, a fürj, ez a madár is a füves területek és gabonaföldek jellemző faja.

## Életmódja
Főként rovarokkal és más gerinctelenekkel, valamint magvakkal táplálkozik.

## Szaporodása
Fészkét sűrű növényzetbe rejti, 7-8 tojást rak. A tojások 18 napi kotlás után kelnek ki. Évente egyszer vagy kétszer költ. Fiókái fészekhagyók.

## Háziasítása
Kínában, Koreában és Japánban háziasították a XI-XII. század során. A XII. században már írásos feljegyzés is említi, állítólag a japán császár  fürjhúst fogyasztott, hogy a gümőkórt elkerülje. 1910-re a fürjhús nemzeti eledellé vált Japánban. Európában az 1900 éves elején kezdték tenyészteni.
|  |